# Ca Ballester
Ca Ballester és una antiga casa senyorial del segle xvii, adossada a les antigues muralles del municipi d'Alcover protegit com a bé cultural d'interès local. Conté les restes d'una antiga torre de defensa.

## Descripció
La part de façana actualment visible de Ca Ballester tanca una part del carrer de l'Índia. Tot i que aquesta façana és molt desfigurada (obertures distribuïdes arbitràriament, incorporació de materials de molt baixa qualitat en el conjunt de pedra), l'observació en planta de l'edifici, així com la comparació amb altres construccións alcoverenques de la mateixa època, semblen indicar que a l'origen Ca Ballester fou una casa noble. Els elements externs que justifiquen aquesta suposició són les restes d'un finestral renaixentista i les grans dovelles de pedra, que indiquen l'existència d'una porta anterior més grossa, que emmarca la porta que actualment dona accés a l'habitatge.

## Història
D'acord amb A. Barbarà i J. Cavallé, aquesta casa probablement fou l'antiga Casa de la Vila, i servia a pas per accedir a una de les torres de l'antiga muralla, en concret a la torre anomenada de Figuerola o dels Tints, que avui encara es conserva adossada a la part posterior de l'edifici. Despré de la construcció, el segle xvii, part de la façana va ser tapada per un nou edifici que ocupà l'espai entre «Ca la Senyora Gran» i «Ca Ballester».